# Базош ан Диноа
Базош ан Диноа (фр. Bazoches-en-Dunois) насеље је и општина у централној Француској у региону Центар (регион), у департману Ер и Лоар која припада префектури Шатоден.
По подацима из 2011. године у општини је живело 259 становника, а густина насељености је износила 13,87 становника/km². Општина се простире на површини од 18,68 km². Налази се на средњој надморској висини од 136 метара (максималној 139 m, а минималној 112 m).

## Демографија
| 1962. | 1968. | 1975. | 1982. | 1990. | 1999. | 2011. |
| ----- | ----- | ----- | ----- | ----- | ----- | ----- |
| 295   | 346   | 295   | 254   | 235   | 237   | 259   |

График промене броја становника у току последњих година